# Веліславиці (Любуське воєводство)
Веліславиці (пол. Wielisławice, нім. Wildenow) — село в Польщі, у гміні Стшельці-Краєнські Стшелецько-Дрезденецького повіту Любуського воєводства.
Населення — 321 особа (2011).
У 1975-1998 роках село належало до Гожовського воєводства.

## Демографія
Демографічна структура станом на 31 березня 2011 року:
|          | Загалом | Допрацездатний вік | Працездатний вік | Постпрацездатний вік |
| -------- | ------- | ------------------ | ---------------- | -------------------- |
| Чоловіки | 159     | 35                 | 114              | 10                   |
| Жінки    | 162     | 40                 | 93               | 29                   |
| Разом    | 321     | 75                 | 207              | 39                   |